# Tetraedge Games
Tetraedge Games  est une société française de développement  qui a été créée en 2002.

## Historique
Originellement spécialisée dans la création de jeux et applications pour Smartphones (Windows Mobile, SymbianS60, Nokia N-Gage).
TAPTATÔP est une des premières créations originales de Tetraedge sur Pocket PC, téléphones Windows Mobile et Symbian S60 (N-Gage). Ce jeu casual est désormais également disponible sur iOS.
Tetraedge Games a comme éditeurs sur iPhone Chillingo et Anuman Interactive.
En 2004, Tetraedge commence une collaboration avec Dreamcatcher Europe, adaptant ainsi sur mobile des jeux comme Atlantis, Retour sur l’Île Mystérieuse, Égypte ou encore Versailles.
En 2005, Tetraedge commence à travailler avec des compagnies sud-américaines (Uruguay et Argentine).
Depuis 2006, Tetraedge développe sur Nintendo DS, Sony PSP et Nintendo WII. Ils ont également signé pour adapter le catalogue de jeux d’aventure de MC2/Microïds sur ces plateformes.
Une de leurs premières créations originales sur Nintendo DS est Déco Tendances.
Le 29 mai 2009, Tetraedge lance Jules Verne's : Return to Mysterious Island sur l'AppStore, titre adapté du jeu PC sorti en 2005, qu'ils avaient déjà porté sur Windows Mobile et SymbianS60.
Le 21 janvier 2010 sort sur iOS : Dracula : the path of the dragon - part 1 (adaptation de Dracula 3 la voie du dragon de Microïds/Kheops). Pilote de deux autres parties, qui marque le coup d'essai pour l'entreprise des jeux à épisodes.
À partir de 2013 la société n'a plus de chiffres d'affaires.
Le 23 janvier 2013, la société est placée en redressement judiciaire.

## Jeux développés
- Syberia (adaptation Windows Mobile)
- Syberia 2 (adaptation Windows Mobile)
- Atlantis Redux (N-Gage et Windows Mobile)
- Return to Mysterious Island (adaptation N-Gage, Windows Mobile, iPhone)
- Return to Mysterious Island 2 (Jeu complet iPhone et mini-jeux pour la version PC)
- Égypte III : Le Destin de Ramsès (Adaptation Windows Mobile et iPhone de Égypte 3)
- Secrets of Da Vinci (Windows Mobile)
- Secret of the Lost Cavern (Windows Mobile)
- Cocoto Kart Racer (N-Gage et Windows Mobile)
- Syberia (adaptation Nintendo DS)
- Deco Tendances (Nintendo DS)
- Safari Adventures (Nintendo DS)
- TAPTATÔP Ultimate (iPhone)
- Cocoto kit for kids (iPhone)
- Dracula, The path of the dragon (Adaptation iOS de Dracula 3)